# Българин (село)
Вижте пояснителната страница за други значения на Българин.
Българин е село в Югоизточна България. То се намира в община Харманли, област Хасково.

## География
Разположено е в преходна зона по долината на р. Марица към първите югозападни склонове на Сакар планина. Поради това си географско положение населеното място е облагодетелствано с мек, топъл климат и плодородни земи.
Основният поминък на населението е селското стопанство – има добре развито овцевъдство и птицевъдство. От земеделските култури най-разпространени са зеленчуците – домати, краставици, пипер през лятото и маруля (зелена салата) през зимата. Меката зима и слънчевото лято позволяват отглеждането и на различни топлолюбиви видове растения като лимони, нар, смокини, дини, фъстъци, захарна тръстика, сусам и др. Изградените множество микро язовири и близостта на р. Марица позволяват развитието на едро хидромелиоративно земеделие.
В близкото минало силно развитие е имал един много специфичен поминък – бубарството. Отглеждането на копринена буба е давало сравнително добри доходи на населението още от времето на Османската империя, когато този занаят е бил един от привилегированите. Друга такава характерна и доходна, но вече малко позабравена земеделска работа, е отглеждането на сусам. Според историческите и етнографски извори заоблените и облени от слънцето хълмове около селото раждали най-качествения сусам в българските земи.
В последните няколко години са осъществени крупни инвестиции в развитието на лозаро-винарството. Рекултивирани са съществуващите лозови масиви и са създадени нови.
През селото минава важен, макар и не първокласен път, свързващ международния коридор Е-80 с пристанище Бургас и новооткрития ГКПП Лесово на българо-турската граница. В непосредствена близост се изгражда и автомагистрала „Марица“, която е един от основните международни транспортни коридори.
Тези фактори създават реални условия за развитие на селски туризъм, свързан с дегустации на отлични вина и вкусна, екологично-чиста стопанска продукция. За любителите на спортния лов и риболов поречието на Марица предлага една уникална екосистема от множество видове риба, водоплаващи птици и друг дивеч.

## История
От древната история на региона все още могат да се видят множество надгробни тракийски могили и комплекси от култови мегалитни съоръжения (долмени, солари, менхири).

## Редовни събития
Хората от с. Българин отиват на участия и играят хора, пеят народни песни, правят народни обичаи и тн. Децата имат група наречена „Тракийчета“ те играят народни танци.